# Eulitoral
Eulitoral, mediolitoral - właściwa strefa brzegowa, strefa w obrębie litoralu, różnie definiowana przez hydrobiologów: 
1. Strefa w zakresie wahań poziomu wody w zbiorniku, bardzo bogata w rozkładające się szczątki organiczne, o bujnym rozwoju bardzo specyficznych zespołów zwierzęcych (obficie występują tu larwy kilku rodzin muchówek, pareczniki, skoczogonki, pijawki, ślimaki, pająki, skorupiaki)[1].
2. Środkowa część litoralu, zalewana okresowo wodą przyległego zbiornika wodnego, zasiedlona przez swoistą eurywalentną florę i faunę ziemnowodną. We wszechoceanie odpowiada ona strefie pływów oceanicznych, mieszczącej się w obrębie maksymalnej amplitudy. W jeziorze strefa ta zajmuje zwykle stosunkowo wąski pas okalający zbiornik, nierzadko dość trudny do wyodrębnienia. Zależnie od charakteru brzegu może on być: skalisty, mniej lub bardziej porośnięty glonami, piaszczysty i często pozbawiony roślinności bądź też obficie porośnięty roślinnością naczyniową. Strefa ta położona jest poniżej strefy opryskowej, tj. supralitoralu, oraz powyżej infralitoralu[2].

Eulitoral w Bałtyku zasiedlają przedstawiciele zielenic, brunatnic i krasnorostów, np.:
- brunatnice: Ascophyllum nodosum, Scytosiphon lomentarius, Chorda filum, Fucus serratus, Fucus vesiculosus, F. platycarpus, Chordaria flagelliformis,
- krasnorosty: Furcellaria fastigiata, Chondrus crispus, Gigartina mamillosa, Nemalion multifidium, Laurencia pinnatifida, Rhodymenia palmata, Ceramium rubrum, Rhodomela subfusca[3].